# Jim in Bold
Jim in Bold é um documentário americano de 2003 sobre Jim Wheeler, um estudante gay do ensino médio em Lebanon, Pensilvânia, que morreu por suicídio em 1997 por causa de assédio constante na escola. O filme foi criado pelo Equality Forum e dirigido por Glenn Holsten. A música original foi composta por Michael Aharon.

## Sinopse
O filme, intitulado após um poema de Wheeler, detalha os abusos que recebeu de seus colegas de classe por causa de sua homossexualidade. Ele também apresenta entrevistas e uma viagem através do país com membros da Young Gay America, uma organização online de adolescentes para gays, e compara as provocações e os abusos físicos que Jim sofreu com as atitudes cada vez mais abertas em relação à homossexualidade seis anos depois, quando o filme foi exibido pela primeira vez.

## Exibições e reações
O filme estreou no Equality Forum 2003 em 1º de maio no The Kimmel Center na Filadélfia. Uma exposição posterior, realizada em 28 de setembro de 2003, no Museu do Estado da Pensilvânia, em Harrisburg, como uma arrecadação de fundos para Common Roads, um grupo local de apoio a jovens gays, foi protestada por 10 membros da Igreja Batista de Westboro, uma instituição religiosa conhecida por suas opiniões extremamente anti-gays. Porque anunciaram antecipadamente a sua intenção de protestar, foram esmagados por mais de 800 contramanifestantes que declararam o dia como "Dia da União". O contraprotesto foi organizado pelo Festival do Orgulho da Pensilvânia Central, liderado pelo organizador comunitário Reynaldo Lacaba.